# Panchan
Panchan – gaun wikas samiti we wschodniej części Nepalu w strefie Sagarmatha w dystrykcie Solukhumbu. Według nepalskiego spisu powszechnego z 2001 roku liczył on 344 gospodarstw domowych i 1722 mieszkańców (882 kobiet i 840 mężczyzn).